# Giovanni Gabrieli
Giovanni Gabrieli, italijanski skladatelj in organist, * 1557, Benetke, † 12. avgust 1612, Benetke.
Glasbe se je učil pri svojem stricu Andrei Gabrieliu in ga kasneje tudi nasledil na položaju organista v katedrali sv. Marka v Benetkah. Pisni viri navajajo, da je nekaj časa deloval v Münchnu na dvoru kneza Albrechta V., ter se sočasno izpopolnjeval pri mojstru Orlandu di Lassu.
Glasbo svojega strica je nadgradil in razširil na štiri zbore (cori spezzati) in pet instrumentalnih skupin. Zavzemal se je tudi za trdne in določene zasedbe. Z večglasnimi sonatami za instrumentalni ansambel (canzon de sonar) je bil predhodnik zgodnje instrumentalne glasbe. Vplival je tudi na glasbenike v Nemčiji (Heinrich Schütz).
Umrl je po dolgotrajnem bolehanju zaradi ledvičnih kamnov in zapletov okoli bolezni.